# Binmáley
Binmáley  es un municipio filipino de primera categoría, situado en la isla de Luzón y perteneciente a la provincia de Pangasinán en la Región Administrativa de Ilocos, también denominada Región I

## Geografía
Se halla situado en terreno llano, sobre la costa del golfo de Lingayén, disfruta de buena ventilación, reinando por lo común los vientos sur y norte.
El clima es templado y saludable, no padeciéndose por lo común otras enfermedades de cólicos y calenturas.

## Barangayes
Binmáley se divide, a los efectos administrativos, en 33 barangayes o barrios, conforme a la siguiente relación:
| - Amancoro - Balagán - Balogo - Basing - Baybay López - Baybay Polong - Biec - Buenlag | - Calit - Caloocán Dupo - Caloocáan del Norte - Caloocán del Sur - Camaley - Canaoalán - Dulag - Gayamán | - Linoc - Lomboy - Nagpalangán - Malindong - Manat - Naguilayán - Pallás - Papagueyán | - Parayao - Población - Pototán - Sabangán - Salapingao - San Isidro del Norte - San Isidro del Sur - Santa Rosa - Tombor |  |

## Demografía
A mediados del siglo XIX contaba con 17.960 almas, de las cuales 5.231 contribuían con 52.610 reales de plata, equivalentes a 151.525 reales de vellón.

## Historia

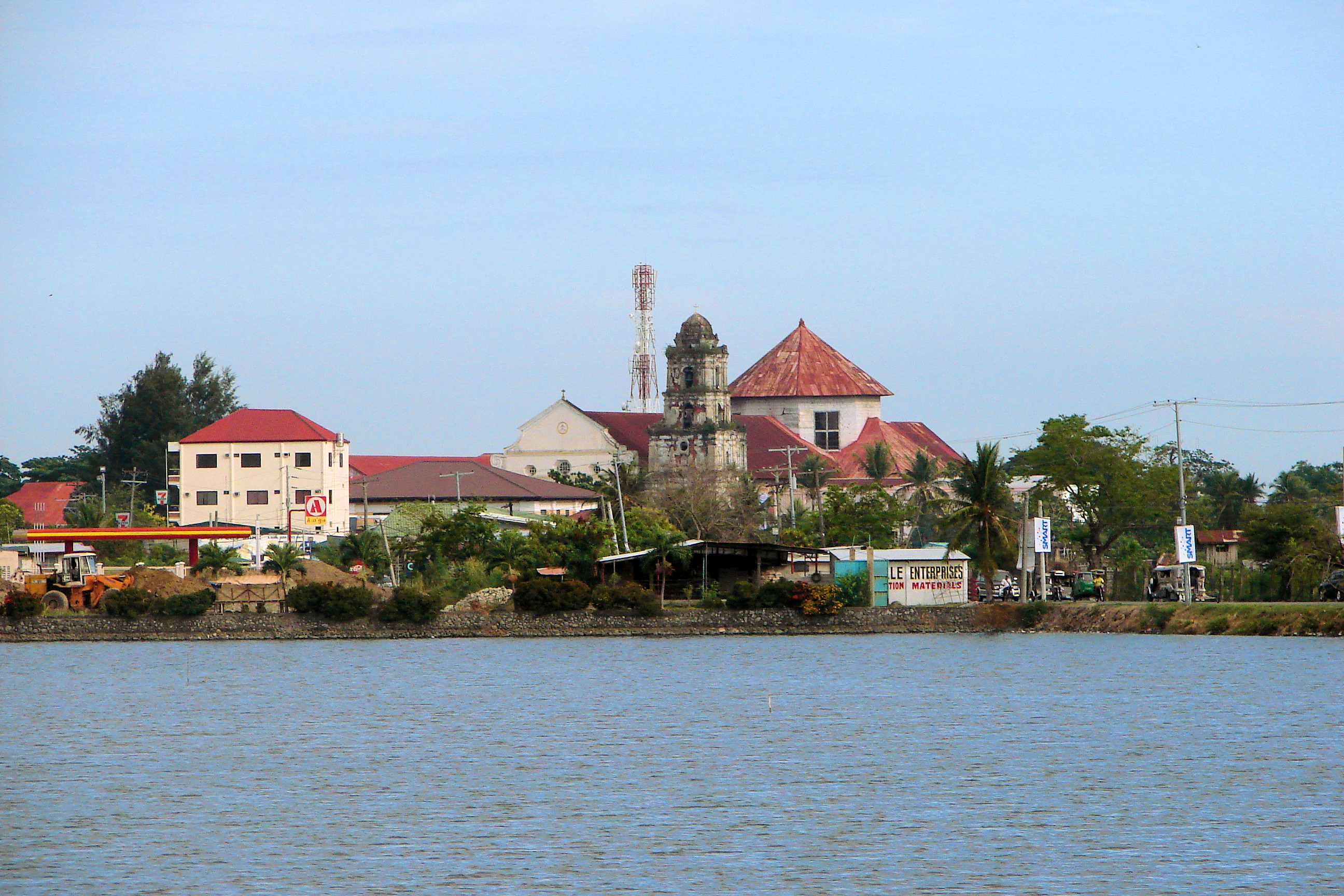
Vista de la Población desde el Golfo.

Binmáley deriva su nombre de la frase en pangasinense nanmaliw ya baley, que quiere decir  "un lugar o territorio que se ha convertido en una ciudad", ya que se cree que el municipio era antes una parte de la de Binalatongan, ahora conocido como San Carlos de Binalongán.

"...BINMALEY: pueblo con cura y gobernadorcillo, en la isla de Luzón, provincia de Pangasinán (de cuya cabecera Lingayen dista de 20 a 25 minutos) audiencia territorial y Capitanía General de Filipinas (a su capital Manila 34 leguas y media), diócesis de Nueva Segovia: ..." 

"... Confina el término por el Este con Dagupan distante como una legua y media escasa; por el oeste con la cabecera Lingayen a la distancia arriba expresada; por el norte con el mar; y por el sur con San Carlos a legua y media..."
Diccionario Buzeta, 1850

## Patrimonio

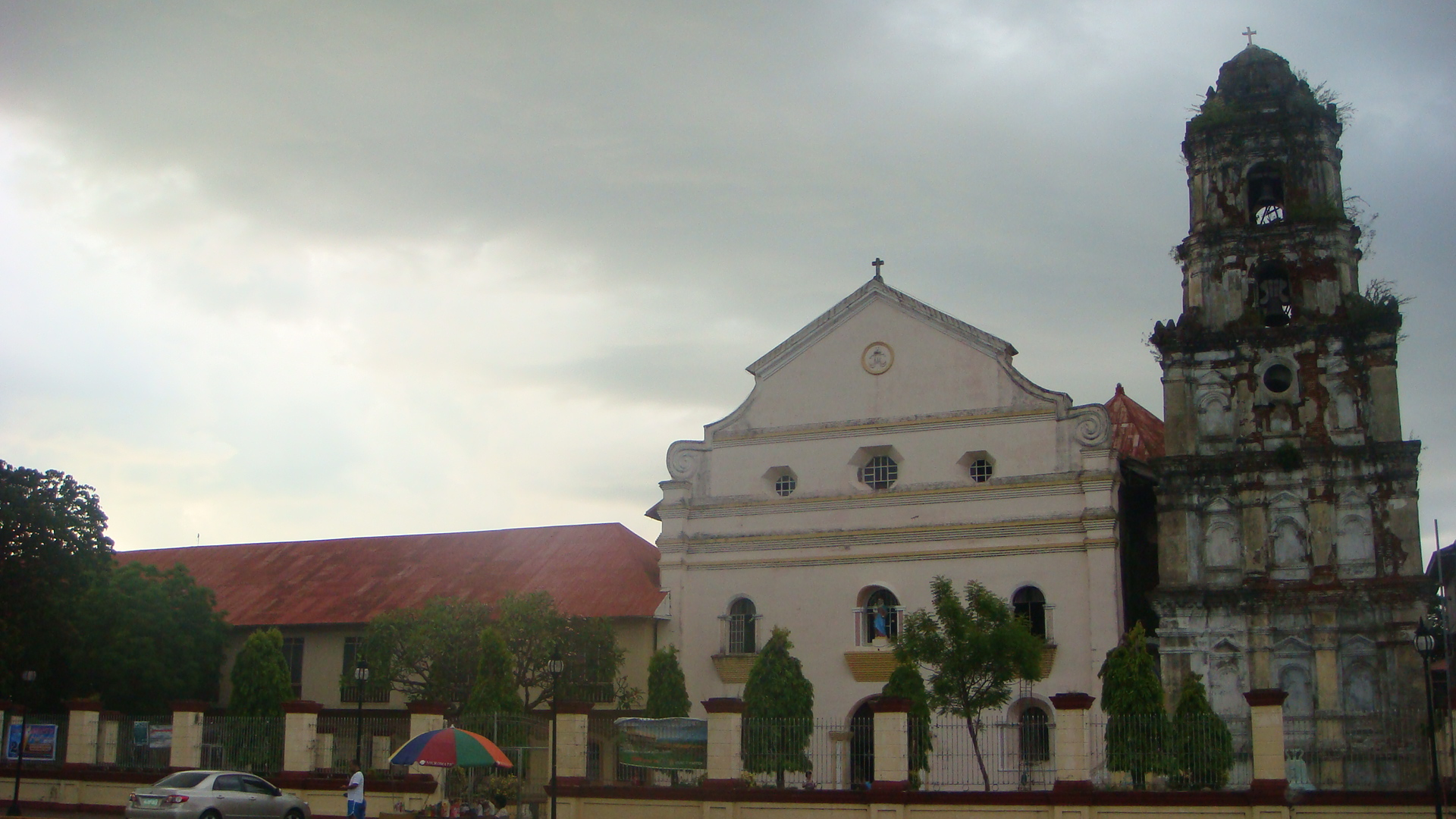
Iglesia de la Purificación.

Iglesia parroquial católica bajo la advocación de la Purificación de Nuestra Señora.